# Един от Първа дивизия
„Един от Първа дивизия“ е главният труд на писателя Георги Ст. Георгиев.
Книгата описва спомените на автора от фронтовете на България в Първата световна война. Представлява подробен разказ за бойния път на 41-ви полк на Първа пехотна софийска дивизия, станала известна като Желязната дивизия.
Някои историографи смятат, че това е „най-блестящата книга за Първата световна война“.